# Frederick Franck

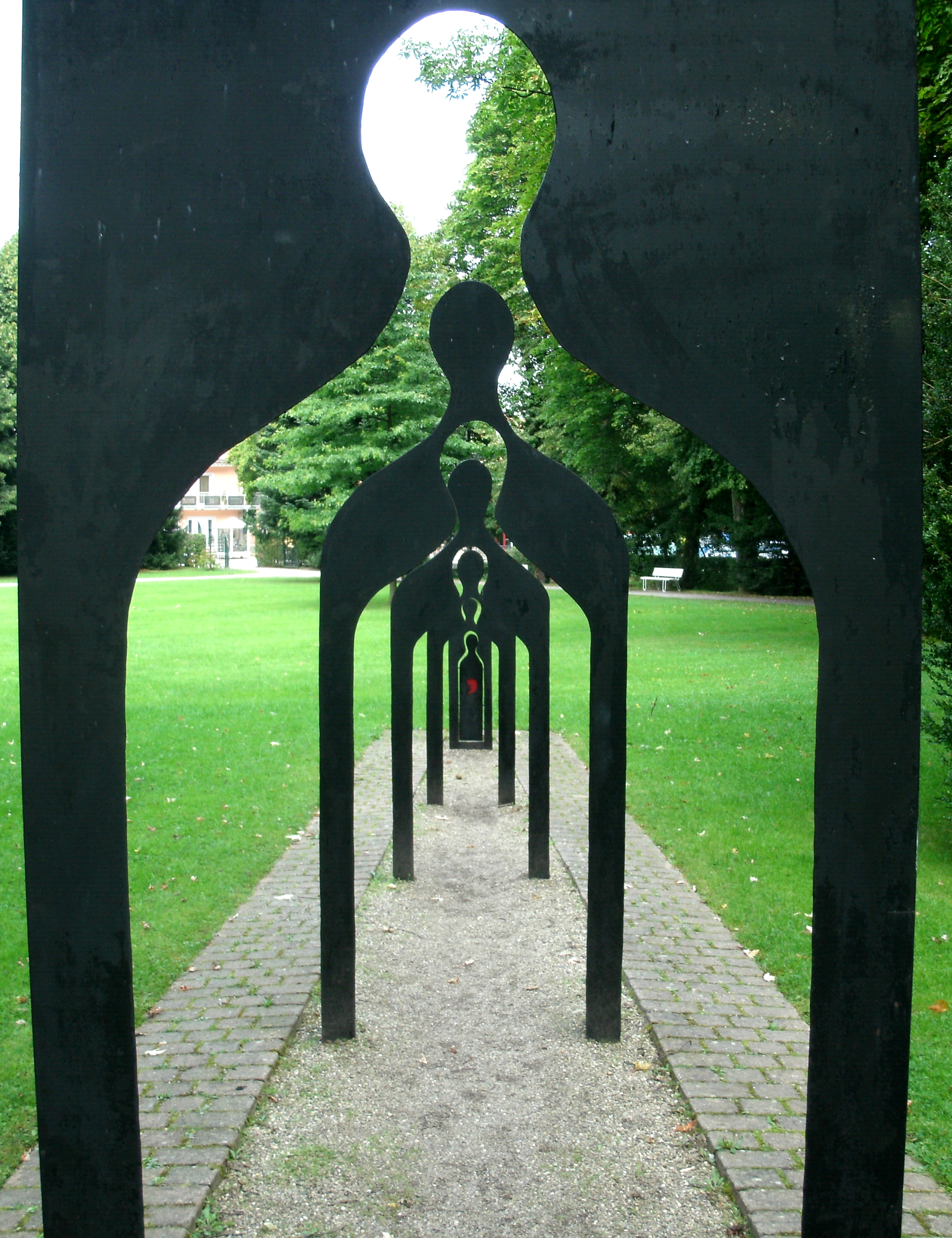
Escultura "Seven Generations" (Siete Generaciones) en los jardines del balneario de Bad Herrenalb

Frederick Franck (Maastricht, Países Bajos, 12 de abril de 1909-Nueva York, 29 de agosto de 2006) fue un pintor, escultor y escritor estadounidense de origen neerlandés. Es conocido por su interés en la espiritualidad humana y sus obras plásticas sumado a su contribución en cerca de 30 obras escritas. Además, durante sus primeros años se desempeñó como profesor y odontólogo en diversas localidades entre Europa, Estados Unidos y África.

## Biografía
Frederick nació en la localidad neerlandesa de Maastricht en 1909, y estudio allí Medicina, sin embargo, se traslada a Bélgica donde estudia odontología tiempo después y finalmente obtiene una especialización del Royal College of Surgeons de Edimburgo. Una vez concluida su especialización, Franck se traslada a Gales donde en primera instancia trabajo como voluntario para mineros desempleados, desde allí vuelve a Londres donde inicia seriamente sus estudios en arte.
En 1939 emigra a los Estados Unidos, allí completa una licenciatura de la Universidad de Pittsburgh y comienza a trabajar como profesor en Operación bucal y anestesiología hasta 1944 cuando regresa a Europa, en Austria sirve como especialista médico para el gobierno de su país natal hasta el fin de la II Guerra Mundial, finalizada la guerra regresa nuevamente a los Estados Unidos y adquiera la nacionalidad en 1945.
Desde 1958 hasta 1961 trabajó como cirujano dental con el Dr. Albert Schweitzer en Lambaréné, Gabón, en donde a la par realizaba algunos de sus obras.

## Obra
Las principales obras de Franck están compuestas principalmente por sus esculturas y dibujos, los primeros eran realizados en acero, vidrio y madera y actualmente se encuentran distribuidas en diversos puntos de Estados Unidos, mientras que sus dibujos y pinturas figuran en importantes museos como el Museo de Arte Moderno de Nueva York y el Museo Whitney de Arte de Estados Unidos.
Además de los lugares anteriormente nombrados, Franck construyó un parque personal de 2,4 hectáreas nombrado "Pacem in Terris" (del Latín: Paz en la Tierra) en donde antes se ubicaba un molino de granos a unos 80 km de Nueva York, allí exhibe cerca de una docena de sus obras y rinde tributo a personajes que inspiraron su vida como el papa Juan XXIII y Daisetz T. Suzuki.